# 任发强
任发强（1971年3月—），男，中华人民共和国外交官，现任中华人民共和国驻拉瓦格领事。

## 生平
任发强曾任驻斯里兰卡大使馆政务参赞兼首席馆员和驻旧金山总领事馆副总领事。2022年10月，出任中华人民共和国驻拉瓦格领事。